# Jacques Godin
Jacques Godin (Montreal, 14 de septiembre de 1930 – Ib., 26 de octubre de 2020) fue un actor canadiense de cine, teatro y televisión. Ganó un Premio del Cine Canadiense en la categoría de mejor actor en 1973 por su papel en el filme O.K. ... Laliberté y fue nominado en la misma categoría en los Premios Genie de 1992 por Being at Home with Claude.
Godin falleció el 26 de octubre de 2020 en el Hôpital de Verdun en Montreal por una falla cardíaca a los noventa años.

## Filmografía

### Cine y televisión
- 1954 : 14, rue de Galais: Ménard, Lionel
- 1955 : Cap-aux-sorciers: Un marin
- 1956 : Le Retour
- 1957 : Radisson: Pierre Esprit Radisson
- 1958 : Le Courrier du roy: Longshot
- 1962 : Les Enquêtes Jobidon
- 1963 : Ti-Jean caribou
- 1964 : The Luck of Ginger Coffey: Policía
- 1965 : Septième nord: Dr. Albert Quesnel
- 1965 : Mission of Fear
- 1965 : Pas de vacances pour les idoles: Gánster
- 1966 : Treasure Island: Israël Hands
- 1968 : Les Martin: Eloi Martin
- 1970 : Mont-Joye: Eudore Meunier
- 1970 : Le Gardien
- 1971 : Des souris et des hommes: Lennie Small
- 1972 : Et du fils: Noël Boisjoli
- 1973 : Mademoiselle Julie
- 1973 : La Dernière neige
- 1973 : The Pyx: Superintendent
- 1973 : O.K. ... Laliberté: Paul Laliberté
- 1974 : Par le sang des autres: Francis
- 1976 : The Man Inside: Cross
- 1977 : One Man: Jaworski
- 1979 : Us Two: Le commandant Strauss
- 1980 : Belle et Sébastien: voix de Jonathan
- 1980 : Aéroport: Jeux du hasard: David
- 1981 : Yesterday: Sr. Daneault
- 1981 : The Amateur: Argus
- 1982 : Beyond Forty: Tarzan
- 1984 : Un amour de quartier: Lucien Larivière
- 1984 : Mario: Padre
- 1986 : Henri: Joseph
- 1986 : Equinoxe
- 1986 : Intimate Power: Théo
- 1988 : Gaspard et fil$
- 1989 : Salut Victor: Victor Laprade
- 1990 : Frontière du crime: Wayne
- 1991 : Alisée: Georges-Étienne
- 1992 : Montréal P.Q.: Victor Téoli
- 1992 : Being at Home with Claude: Inspector
- 1993 : La charge de l'orignal épormyable: Mycroft Mixeudeim
- 1993 : Maria des Eaux-Vives: Frédéric
- 1996 : Jasmine: Damien Rocheleau
- 1996 : Innocence
- 1996 : Night of the Flood: Padre
- 1997 : Sous le signe du lion: Jérémie Martin
- 1997 : Lobby
- 1997 : The Haven: Thomas Colin
- 2000 : Chartrand et Simonne: Père Abbé
- 2000 : Monsieur, monsieur: Monsieur
- 2001 : Si la tendance se maintient: Robert Sirois
- 2003 : Grande Ourse: Dr. Mondoux
- 2003 : Red Nose: Juge Godbout
- 2004 : The Last Casino: Saunders
- 2005 : Hunt for Justice: General Léveillée
- 2009 : The Legacy: Dr Yves Rainville
- 2009 : Une belle mort: Le père
- 2010 : The Last Escape: La Père
- 2010 : Day Before Yesterday: Detective
- 2014-2015 : Mémoires vives: Ŕeal Pinard